# Piz Miezdi (Sumvitg)
Der Piz Miezdi (2790 m ü. M.) ist ein Berg der Adula-Alpen in der Gemeinde Sumvitg im Kanton Graubünden. Er bildet den südlichen Abschluss des Val Sumvitg.
Er ist nicht zu verwechseln mit dem Piz Miezdi (2741 m ü. M.), der im Gebiet der Gemeinde Trun knapp östlich des Val Sumvitg liegt, und dem Piz Miezdi (2369 m ü. M.) bei Vrin im Val Lumnezia. Beide gehören ebenfalls zu den Adula-Alpen.

## Name
Der rätoromanische Name Piz Miezdi bedeutet auf Deutsch «Mittagsspitze» oder «Südspitze». Die Bezeichnung passt zur Lage des Berges, der vom Dorf Sumvitg aus gesehen ziemlich genau im Süden liegt.

## Geografie
Der Berg bildet den markanten nordöstlichen Abschluss im Massiv des Piz Vial (3167 m ü. M.). Er liegt im Gebiet der Gemeinde Sumvitg über dem Tal des Rein da Sumvitg (deutsch «Somvixer Rhein»). 700 Meter südwestlich des Piz Miezdi erhebt sich im langgezogenen Berggrat der Gipfel Piz da Stiarls, und nach weiteren 700 Metern folgt der Piz Greina.
Die Form des dreiseitigen Berges entsteht durch den Verbindungsgrat zum Piz da Stiarls, den Ostgrat, der bis zum Zugangsweg zur Terrihütte hinunterreicht, und den Nordwestgrat über der Bergweide «Alp Sutglatscher Sura». Die Nordostwand ist mehr als 1000 Meter hoch und überragt das Gebiet «Encardens» im Val Sumvitg.
Der Piz Miezdi liegt im Nordabschnitt des Landschaftsschutzgebiets «Greina – Piz Medel» des Bundesinventars der Landschaften und Naturdenkmäler von nationaler Bedeutung.